# Résistojet
Un résistojet est un type de propulseur électrothermique utilisé dans le domaine spatial par les satellites artificiels pour les petites corrections de trajectoire ou d'orientation et mis au point en 1966.

## Historique et utilisation
En 1966, le résistojet est mis au point par Yvonne Brill. Simple à développer, il est le premier type de propulseur électrique spatial utilisé.
En 1965, des résistojets équipent un satellite de l’Armée de l'air américaine.
En 1980, son utilisation s'étend aux satellites commerciaux en orbite géostationnaire pour les contrôles de position et d’orientation.

## Principe

Schéma d'un résistojet.

Le principe de fonctionnement est le suivant : un  gaz stocké sous forme compressée ou produit par la combustion d'un ergol liquide passe sur une résistance électrique qui le réchauffe et ainsi l'accélère avant qu'il ne soit évacué à travers une tuyère. L'énergie électrique est fournie par les panneaux solaires du satellite. La poussée obtenue est modeste (entre 0,005 et 0,5 newton) mais l'impulsion spécifique est d'environ 300 secondes c'est-à-dire bien meilleure que celle des petits propulseurs chimiques ou propulseurs à froid utilisés fréquemment sur les satellites. Les gaz utilisés peuvent être de l'azote, les gaz produits par la combustion de l'hydrazine, etc.
Il est moins efficace que l'arcjet qui est également un propulseur électrothermique mais qui est de conception plus complexe.